# West Okoboji (Iowa)
West Okoboji – miasto w Stanach Zjednoczonych, w stanie Iowa, w hrabstwie Dickinson. W 2000 roku liczyło 432 mieszkańców.